# Килен-балка
Килен-балка — балка в Нахимовском районе Севастополя. Длина около 5 км. Свое название получила в связи с тем, что в ее устье в период парусного флота килевали (осматривали, ремонтировали, очищали от ракушек и водорослей днища) судна.
Истоки балки расположены к юго-востоку от поселка Дергачи возле дороги Севастополь—Симферополь, а дальше балка почти по прямой линии снижается в северо-западном направлении до Севастопольской бухты. Затопленная устьевая часть балки образовала Килен-бухту. Балка на всей своей протяженности принимает в себя как притоки ряд других балок, крупнейшая из которых балка Микрюковая. 
Разделяет собой жилые районы вдоль улиц Жидилова и Горпищенко. На дне балки расположены садовые участки. 
Балка пологая в месте впадения в бухту, однако дальше ее борта становятся более узкими и высокими, образуя подобие каньона. Северные склоны покрыты сосновым и дубовым лесом.

## История
Балка была заселена еще во времена античности. Есть предположение, что балкой шел путь от средневекового порта Авлита к крепости Каламита (остатки крепости находятся в современном Инкермане). По другой версии порт стоял в дельте Черной речки - ученые не могут достоверно установить его местоположение.
Во время Инкерманского сражения балкой продвигались русские войска.
Во время строительства железной дороги до Севастополя в 1872-1875 из Килен-балки до Троицкой балки был пробит Троицкий тоннель длиной 294 метра.
В 1885 в Микрюковой балке, которая является частью Килен-балки, была построена водопроводная башня. Башня до сих пор действующая и обеспечивает водой садовые товарищества.

## Галерея

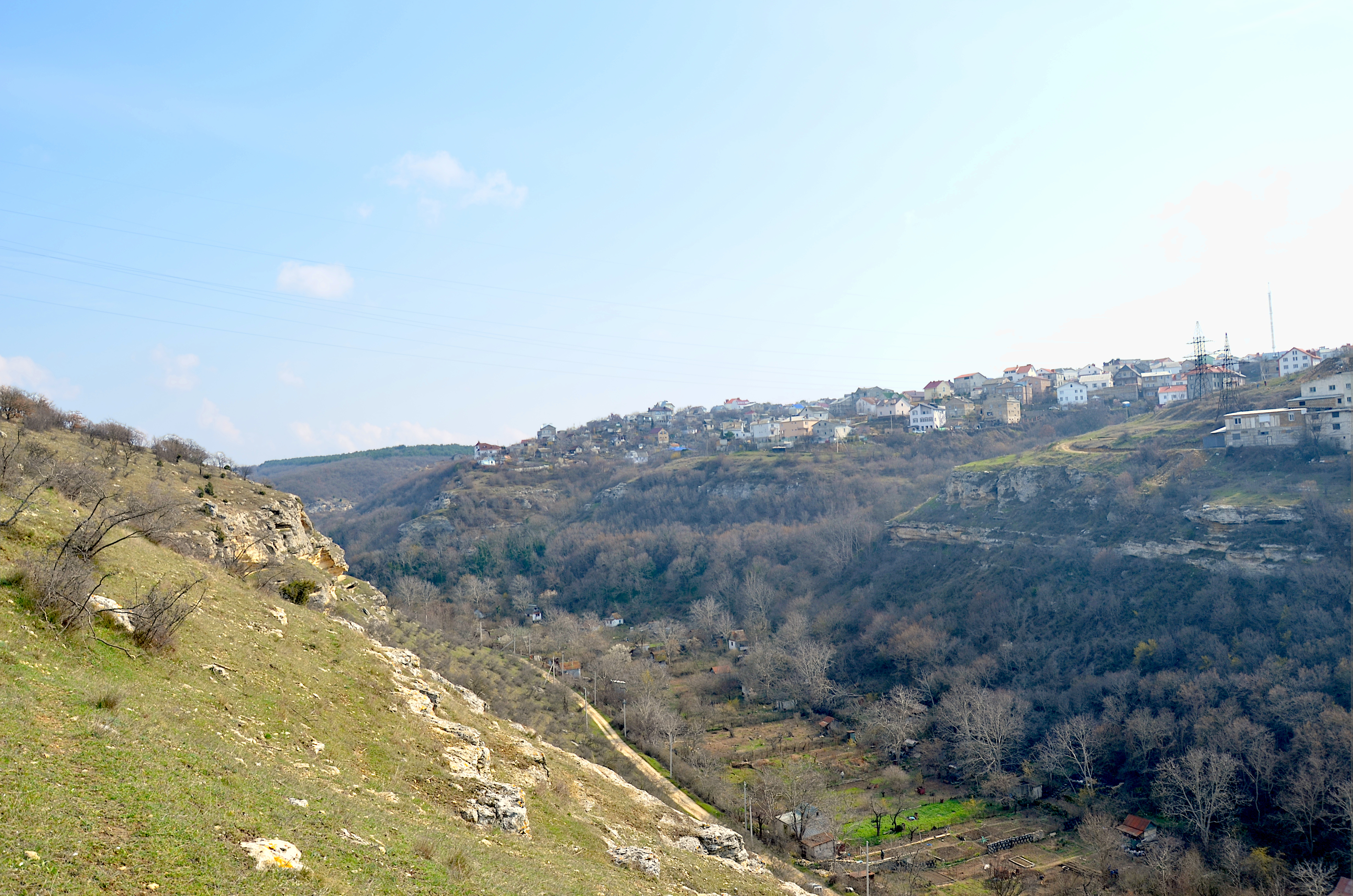
Килен-балка
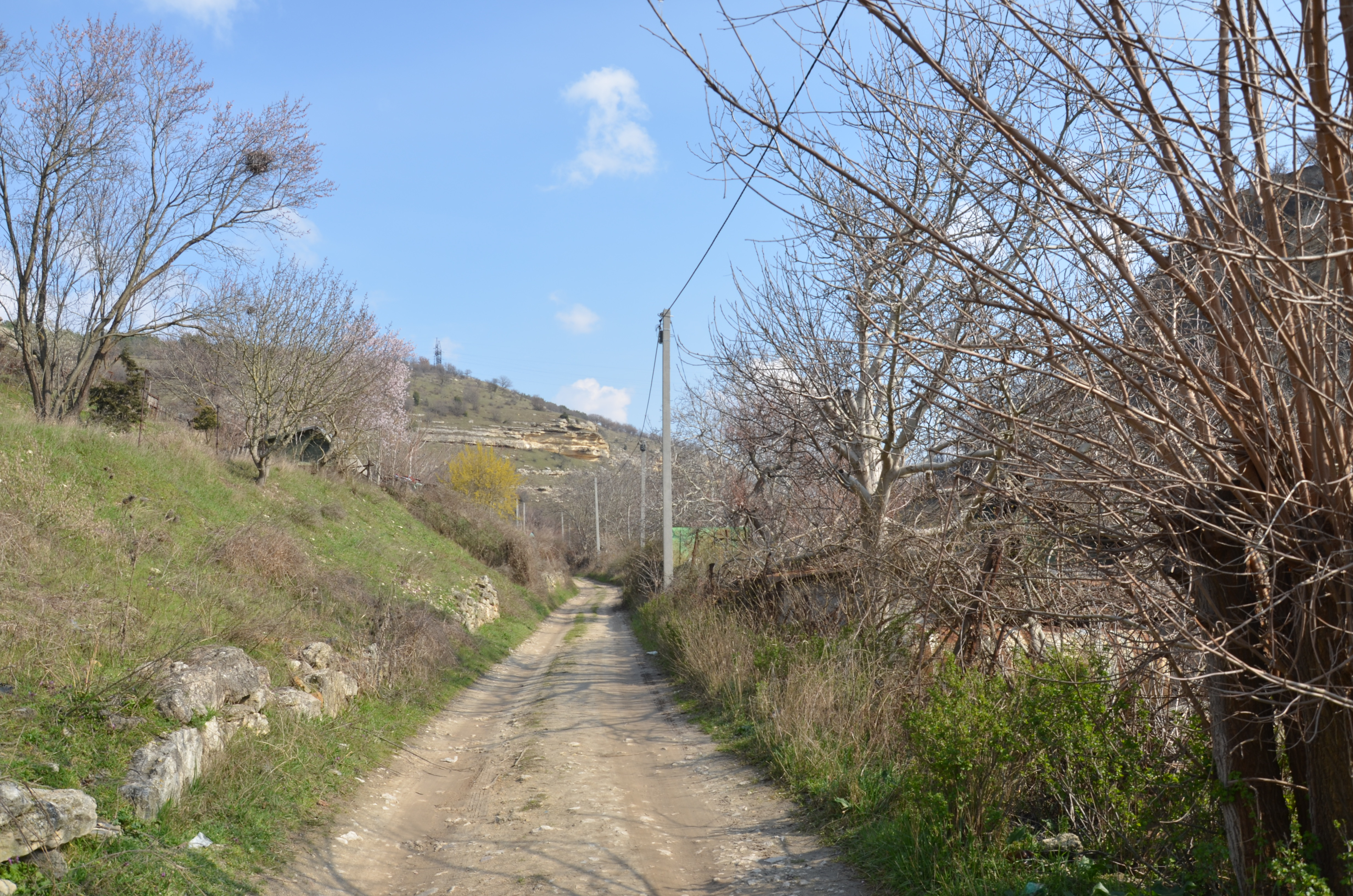
Дорожка внизу балки
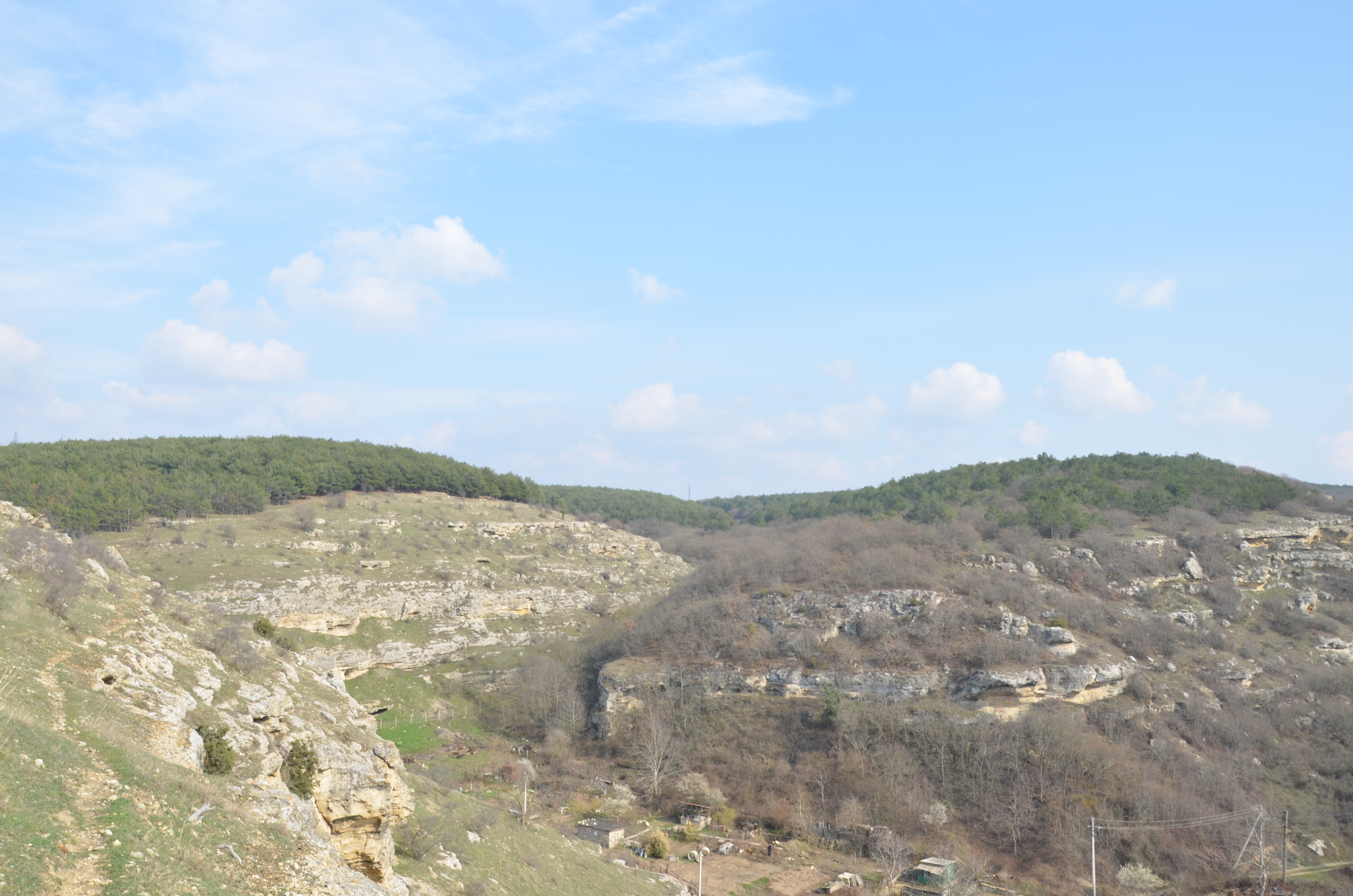
Лес над Килен-балкой
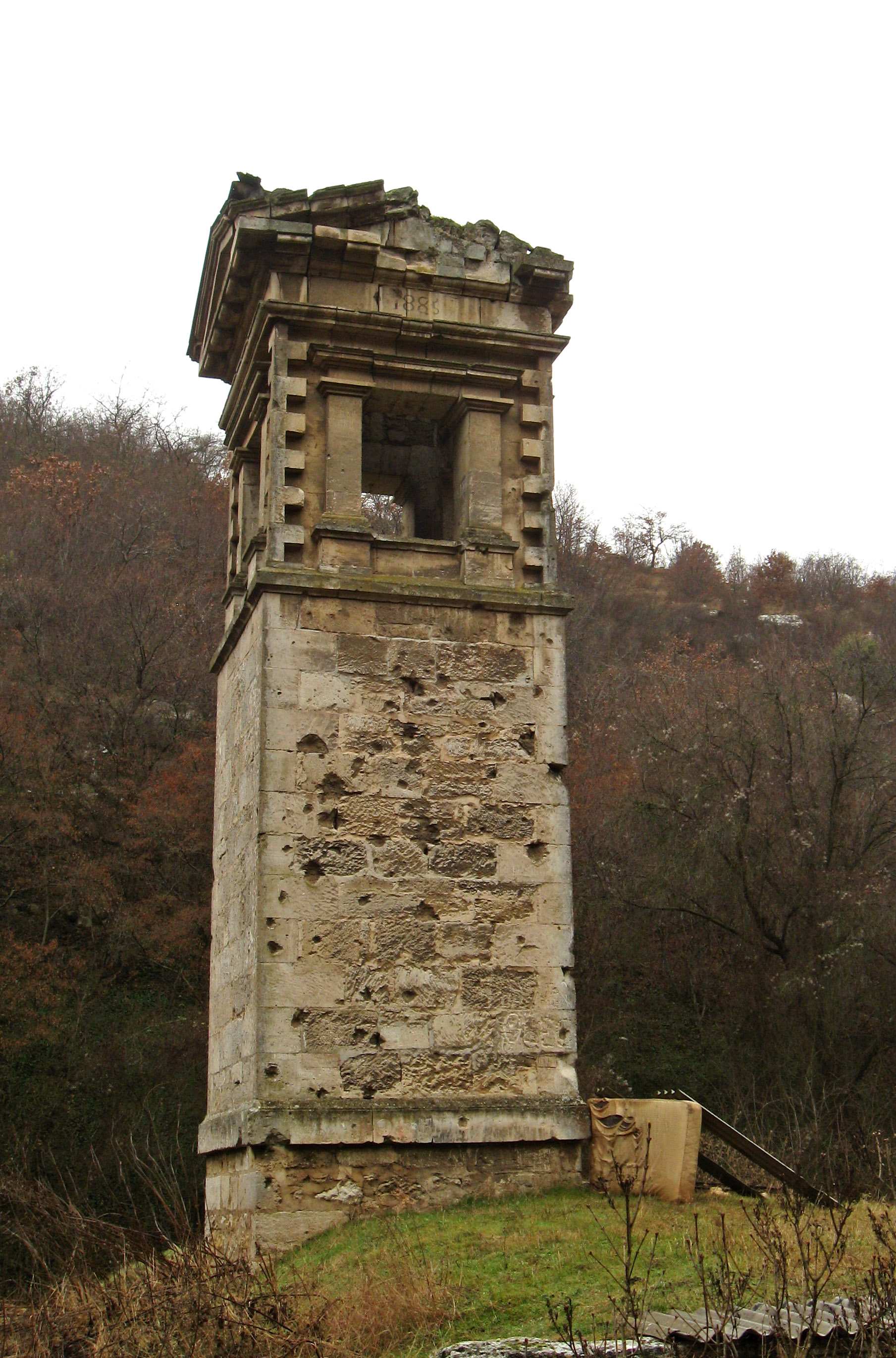
Башня Микрюковского водопровода